# 프리츠 하버
프리츠 야코프 하버(독일어: Fritz Jakob Haber, 독일어 발음: [ˈfʁɪt͡s ˈhaːbɐ] ( 듣기), 1868년 12월 9일~1934년 1월 29일)는 독일의 화학자이다. 공기중의 질소를 이용하여 암모니아를 합성하는 방법인 하버법을 1909년에 개발한 공로를 인정받아 1918년 노벨 화학상을 받았다. 이 발명으로 질소비료를 대량생산할 수 있게 되었고, 식량 생산이 획기적으로 증가하여 인류가 기아에서 벗어나는 데 큰 공헌을 했다. 또한 화약제조에 필수요소인 질소를 손쉽게 대량 공급할 수 있게 되었다. 이온결합성 고체의 격자에너지를 측정할 수 있는 방법을 막스 보른과 함께 개발하여 현재 본-하버 사이클이라 불린다.
유대인이기보다는 독일인임을 자랑스러워할 정도로 애국자이자 군국주의자였던 하버는 제1차 세계 대전이 발발하자, 자신의 조국인 독일의 승리를 위해서 독가스 등 화학무기 개발에 적극적으로 뛰어들었다. 이때 염소가스를 비롯한 여러 치명적인 독가스들을 개발해서 "화학전의 아버지" 또는 "독가스의 아버지"로 불리기도 한다. 이처럼 화학무기 개발에 앞장선 것에 대한 죄책감이 부인 클라라 이머바르을 자살하게 만들었다는 것이 중론이다.
하버는 제1차 세계 대전 중에 독일에 막대한 공헌을 했음에도 불구하고 유대인이라는 이유 때문에 1934년 나치당에 의해 홀대받았으며 이후 하버는 자발적으로 독일을 떠날 수 밖에 없게 되었다. 나중에는 프리츠 하버 자신의 의사와 상관없이 제2차 세계 대전 중에 친척 중 여러 사람이 나치의 집단수용소에서 죽음을 당했는데, 이 때 하버가 만든 독가스인 치클론 B가 사용되었다.
프리츠 하버는 제1차 세계 대전후 독가스 생산과 연루되어 전범자 신분을 우려해 도피생활을 하였다. 제2차 세계대전 시작 전에 유대인에 대한 독일 내 여론이 악화되자 여러 나라를 전전하였는데, 다니엘 시프 연구소의 이사직 수행을 위해 이스라엘로 가던 중 스위스 바젤의 한 여인숙에서 심장마비로 사망하였다.

## 생애 초기

### 출생과 성장
프리츠 하버는 프로이센 왕국 브레슬라우(현재의 폴란드 브로츠와프)의 부유한 유대인 가정에서 태어났다. 프리츠 하버가 살던 지역에서 하버라는 성이 흔한 성씨였긴 하지만, 프리츠 하버의 가정은 켐펜(현재의 폴란드 켕프노)에서 양모 장사를 하던 증조부 핑쿠스 젤리히 하버의 대에 이곳으로 이사한 것이다. 당시 하버의 가정은 상업이나 정치, 법조계에도 진출해 있어서 지역 유지로 알려져 있었다.
하버의 부모님은 서로 사촌관계였는데, 가족들의 반대를 무릅쓰고 결혼했다. 아버지인 지크프리트는 염료, 페인트, 약품 사업으로 도시에서 성공한 사업가였다. 어머니인 파울라는 난산으로 인해 하버를 낳고 3주 후에 사망했으며, 이 일로 인해 아버지는 깊은 상심에 빠져서 하버는 고모와 이모들의 손에서 자랐다. 하버가 6살이 되었을 무렵 아버지는 헤트비히 함부르커와 재혼하고 첫째 딸 엘제, 둘째 딸 헬레네, 셋째 딸 프리다를 낳았다. 하버는 아버지와 불화했지만 새엄마와 이복동생들과는 친하게 지냈다.

### 학창시절
하버의 가정은 유대인 공동체를 후원하며 유대인 전통을 지켜나가긴 했지만, 시나고그에 잘 출석하는 가정은 아니었다. 실제로 하버는 가톨릭, 개신교, 유대인 학생들이 모두 다 같이 다닐 수 있는 요한네움 초등학교에 입학하여 초등교육을 받고, 11살이 되던 해에는 개신교와 유대인이 분반하여 수업을 듣는 김나지움에 진학한다. 하버는 스스로를 유대인보다는 독일인으로 정의했다. 하버는 1886년 9월, 고등학교를 우수한 성적으로 졸업했다.

### 대학생활
아버지는 하버를 자신의 곁에 두어 염료 사업을 같이 운영하기를 바랐으나, 아우구스트 빌헬름 폰 호프만이 화학부장으로 재직하고 있던 프리드리히 빌헬름 대학교에 진학하는 것을 허락한다. 하버는 한 학기를 다녀본 뒤 학교가 마음에 들지 않아했고, 이듬해 여름학기에는 하이델베르크 대학교에서 로베르트 분젠에게 화학 교육을 받는다. 그러나 하버는 곧 다시 베를린으로 돌아가 샬로텐부르크 공과대학에서 학업을 이어간다.
1889년 여름에 대학을 떠나 제6야전포병연대에서 1년동안 군복무를 하였다. 전역에 즈음하여 샬로텐부르크의 카를 테오도어 리버만의 제자로 들어간다. 하버는 리버만의 지도 하에 유기화학을 공부하고, 오토 비트의 강의를 들으며 염료 합성법에 대해서도 배운다.
하버는 리버만의 밑에서 피페로날에 대한 연구를 하여 1891년에 《피페로날 유도체에 대해》라는 논문을 발표한다. 하버는 이 성과를 베를린 대학교의 교수진들 앞에서 발표하지만 낙방하고, 프리드리히 빌헬름 대학교에서 재심사를 받아 같은 해 5월 쿰라우데의 성적으로 박사학위를 받았다.

## 구직

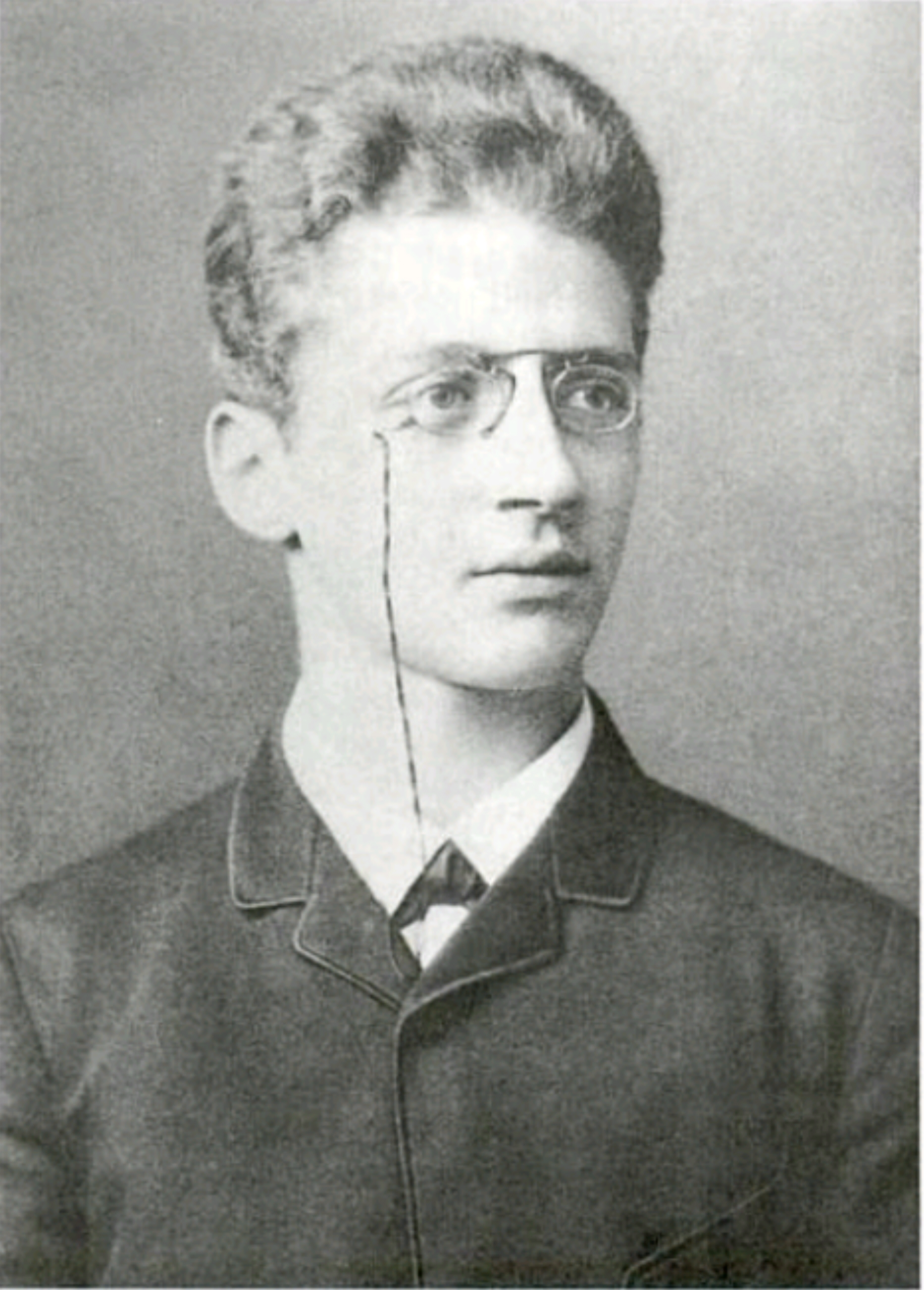
1891년의 모습

박사학위를 따낸 하버는 아버지가 운영하는 화학 사업에 뛰어든다. 그러나 하버와 아버지의 사이는 썩 좋지 못했고, 아버지는 하버를 지인들이 운영하는 화학 사업에서 경험을 쌓으라고 보낸다. 당시 독일에서는 물리화학의 인기가 높아지고 있었는데, 하버 역시 물리화학에 매력을 느껴 빌헬름 오스트발트 하에서 연구하기를 원했다. 하지만 오스트발트의 연구실의 경쟁률이 너무 높아 채용되지 못한다.
하버는 회사에서의 경험을 토대로 공장에서 이루어지는 합성 공정에 대해 더 배워야겠다는 생각을 갖게 되고, 아버지를 설득하여 24의 나이로 취리히 연방 공과대학교 기능대학의 게오르크 룽게 연구실에 들어간다. 1892년 가을, 하버는 아버지의 기업으로 다시 돌아오지만 하버는 회사에 손실만 가져다주었다. 결국 둘 사이에 갈등이 계속되고, 결국 그의 아버지에 의해 하버는 회사에서 쫓겨났다.
하버는 이제 연구원의 길을 걷기 시작한다. 하버는 1892년부터 1894년까지 예나 대학교에서 루드비히 크노르의 조수로 일하면서:32 더 좋은 직급을 얻기 위해 루터교로 개종한다. 이 때 하버는 다시 한번 오스트발트의 연구실에 도전하지만 역시 채용되지 못한다.

## 카를스루에 재직 시절

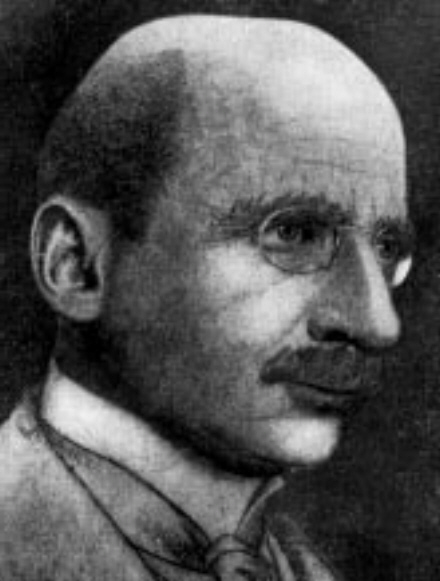
카를스루에 재직 시절 (1906년)

크노르는 카를스루에 공과대학교에서 섬유와 염료 연구를 하던 카를 엥글러에게 하버를 추천하였는데, 엥글러는 다시 동료 교수인 한스 분테에게 하버를 추천하였고, 1894년 하버는 분테밑에서 조교수로 일하게 되었다. 분테는 하버에게 탄화수소의 열분해에 대해 연구해보라고 제안한다. 하버는 탄소-탄소간 결합이 방향족 화합물의 탄소-수소 결합보다는 강하고, 지방족 화합물의 탄소-수소 결합보다는 약하다는 사실을 알아낸다. 이 사실은 지금까지도 중요한 화학적 발견 중 하나로 평가되며, 하버는 이 성과로 하빌리타치온 시험에 응시한다.
하버는 분테 휘하의 연구기관에서 시간강사로 임용되어 염료 기술에 대해 강의하며 기체의 연소에 대한 연구를 이어나간다. 대학측은 하버가 실레시아, 작센, 오스트리아 지역에서 고급 염료 기술을 배워올 수 있도록 지원한다. 하버는 이 여행에서 발전된 전기화학 기술도 배워온다.:41 하버는 전기화학분야에 잠깐동안 관심을 가졌으며 1898년에는 《이론에 기반한 전기화학 기술 개론》이란 책을 펴내 특히 나이트로벤젠의 환원반응에 대한 고찰로 학계의 주목을 받았다.
분테와 엥글러의 추천으로 1898년 12월 6일에 바덴의 대공 프리드리히 2세로부터 하버는 부교수의 직위를 하사받았다. 이후 카를스루에서 이력을 이어나가며 엥글러와 함께 자동산화현상의 원리를 전기화학의 언어로 설명해내는데 성공하고, 건식 자동산화와 습식 자동산화가 서로 다른 것이라는 것을 밝혀낸다. 또한 고체의 반응을 열역학적으로 설명함으로써 패러데이의 전기분해 법칙이 결정질 염에 대해서도 성립한다는 것을 발견한다. 이는 이후 유리전극이 개발되는데 기여한다.
1906년에는 카를스루에 대학의 물리화학분과 이사장인 막스 르블랑이 라이프치히 대학교의 이사로 부임하게 되는데, 르블랑은 교육부에 하버를 정교수로 승진시켜줄 것을 건의한다. 바덴의 교육부는 이를 승낙하여 하버에게 카를스루에에서 물리화학분야 정교수직을 수여한다.

## 화학 비료 발명

### 질소비료의 필요성
의식주 중에 음식 만큼 절실한 문제는 없다. 매일 필요한 영양분을 지속적으로 공급해야만 하기 때문이다. 언제나 원하는 만큼의 식량을 확보하는 문제도 결코 쉬운일이 아니다. 인류가 정착생활을 한 이래, 농경을 통해 나름대로 안정적인 식량공급을 위해 노력해왔다. 가축을 농경에 이용하고 축산분료의 활용, 황무지 개간 등 농사기술을 발전시켜 왔으나, 생산량 증산에는 쉽게 한계에 부딪쳤으며 전쟁이나 흉년에는 아사자가 많이 발생했다.
이런 문제는 1492년 콜럼버스의 신대륙 탐험이후 아메리카 대륙에서 넘어온 감자, 옥수수 등의 구황작물을 통해 어느정도 해결되어 가는 듯 했다. 그러나 18세기 들어 인구가 급격히 증가하자 또 다른 문제가 제기 되었다. 영국의 경제학자 맬서스는 1798년에 익명으로 발표한 《인구론》을 통하여, 농작물 생산성은 둔하게 증가함에도 불구하고 인구는 급격하게 증가하기 때문에 상호간에 불균형으로 인해 재앙이 도래할 수 있다고 경고한 것이다. 맬서스의 《인구론》은 여러논란이 있음에도 불구하고 상당한 설득력으로 인해 정책수립에 영향을 주었고, 그 내용에 대해서는 대체적으로 수긍하는 분위기가 형성되었다.
19세기 들어 화학에 대한 연구가 활발해지고 '농예화학의 아버지'라 불리는 리비히(1803~1873)는 질소, 칼륨, 인이 농작물의 성장을 촉진한다는 점을 체계적으로 밝혔다. 비료의 3대요소라 불리는 이들중에 질소가 가장 중요함에도 토양속에는 가장 부족한 성분이었다. 질소화합물은 인이나 칼륨화합물과는 달리 풍화작용으로 쉽게 유실되고 순환과정에서 비활성 대기질소로 되돌아가버려 토양에 많이 저장되어 있지 않기 때문이다. 전통적인 자연퇴비에는 질소 농도가 낮기 때문에 충분한 양을 공급하기 어려웠고 콩과식물의 뿌리에 기생하는 뿌리혹 박테리아를 활용하는 방법이 있었으나 한계가 있었으며, 인공비료 합성에 쓰이는 남미산 초석은 고갈되어갔다. 심지어 아타카마 사막에 있는 초석을 놓고 페루, 볼리비아, 칠레는 1879년에서 1884년까지 전쟁을 치루기도 했다.(태평양 전쟁)
18세기 중반 8억명이던 세계인구가 19세기 말에 15억 정도로 크게 증가했지만 농업생산성은 더 이상 향상되지 않았다. 맬서스의 예언이 실현될지도 모른다는 두려움속에 인류는 ‘식량부족’이라는 문제를 해결해야만 했다. 과학자들이 공기중에 78%를 차지하는 질소를 이용하려 노력했지만, 질소 기체는 질소 원자끼리 아주 안정적인 삼중결합을 하고 있어서 식물들이 쉽게 흡수할 수 있는 다른 화합물 형태로 변환하는 것이 쉽지 않았다. 그래서 식물 성장에 큰 비중을 차지하는 단백질 합성에 필요한 충분한 질소를 공급하는 일은 과학자들의 오랜 숙제가 되었다.

### 암모니아 인공 합성
카를스루에 공과대학교에서 1894년부터 1911년까지 교직원으로 일하는 동안, 하버는 오스트리아의 한 회사에서 암모니아 합성에 대한 자문을 받는다. 당시 이 방면의 저명인사는 오스트발트였고, 하버 역시 이를 잘 알고 있었기에 오스트발트를 추천한다. 그러나 오스트발트는 이미 암모니아의 합성에 대한 특허를 냈다가 스스로 철회한 적이 있었다.
하버는 니켈류의 촉매로 암모니아를 분해할 수 있다는 사실과 르 샤틀리에의 원리에 착안하여, 촉매반응의 생성물인 질소와 수소를 많이 넣어주면 암모니아가 합성되리라는 생각에 다다른다. 전기방전을 이용한 방식은 너무 많은 전력을 소모하여 경제성이 없었다. 고온을 가해보았으나 수율이 너무 낮았다. 고압을 가하는 방식을 실현하기 위해서 고압을 견디는 반응기구를 제작하여 실험을 진행하였다. 여러차례 어려움을 겪으며 녹녹치 않은 과정을 겪었다. 최종적으로는 고온에서 기능이 저하되는 기존의 촉매제인 철, 니켈, 망간을 대체할 물질을 찾아야 했다. 새로운 촉매제를 찾아내기 위해 그는 2만번이 넘는 실험을 해야했다. 결국 1909년 3월에 오스뮴을 촉매제로 사용하여 공기중의 질소와 수소 기체를 암모니아로 바꾸는 하버법을 발명하였다.
이제 문제는 화학비료의 상업화를 위해서 공업적 대량생산에 적합한 수준으로 수율을 높이는 것이었다. 하버는 오스트발트의 암모니아 합성법의 오류를 지적한 바스프(BASF)사의 카를 보슈와 함께 대량 생산기술을 개발하여 1913년 9월부터 년간 20만톤을 생산하기 시작했다. 하버법을 하버-보슈법이라고도 부르는 이유가 바로 이것이다.

### 붕괴된 맬서스 트랩

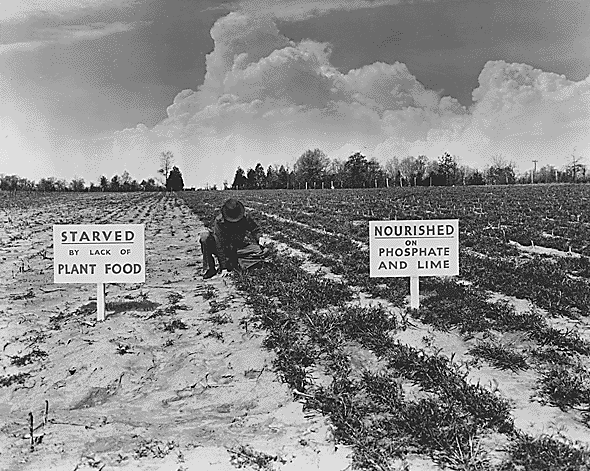
비료의 효과를 보여주는 사진. 비료를 사용하지 않은 좌측의 밭에 비해 우측의 밭에서 농작물의 생장이 더욱 촉진되었다.

맬서스는 1798년에 출판한 《인구론》에서 "식량은 산술급수적으로 증가하는 반면 인구는 기하급수적으로 팽창한다"고 주장하였다. 이를 당대의 유럽인들은 정설로 받아들였다. 당시에 농업기술과 황무지 개간으로는 식량의 생산력을 향상시키는데에 한계가 있었기 때문이었다. 그러나 하버가 공기중의 질소를 이용한 화학비료 제조법을 개발함에 따라 상황은 달라졌다. 이제 질소 비료를 대량으로 생산할 수 있게 되었고, 기하급수적으로 늘어나는 인구를 부양하기에 충분한 식량이 생산되기 시작했다.
1750년에 8억 명 이었던 세계 인구는 1850년에 12억 명, 1950년에는 25억, 1975년에는 40억, 1987년에 50억, 2000년에는 60억을 돌파했다. 불과 250년 만에 전 세계 인구가 무려 8배 가까이 급증한 것은 사실이지만 맬서스가 예견한데로 전지구적인 식량 대란이나 파국은 발생하지 않았다. 이는 모두 화학비료 덕분이었다.
하버가 개발한 화학비료의 생산은 제1, 2차 세계 대전으로 인해 주춤했으나, 1950년에 1천만톤이 생산된 후에 급격히 생산량이 증가하여 2000년 이후에는 매년 1억 7천만톤 이상이 전세계 경작지로 공급되어 농작물 생산량을 비약적으로 증가시켰다. 이를 통해 대략 40억명 이상의 사람들이 하버의 덕을 보게 되었다. "공기로 빵을 만들어냈다"는 찬사를 받는 까닭이 바로 여기에 있다.

### 그 밖의 영향

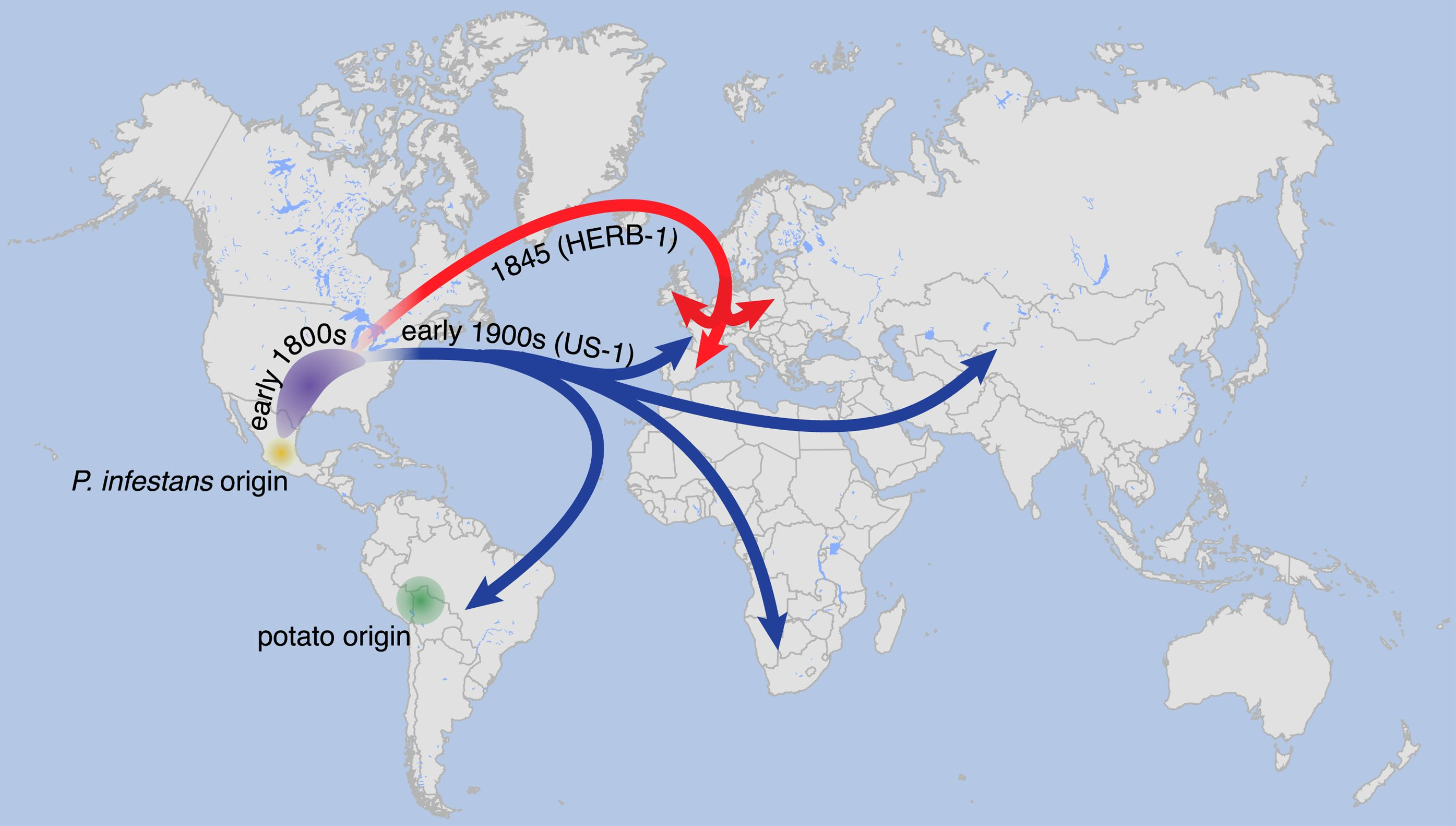
HERB-1과 US-1의 이동경로

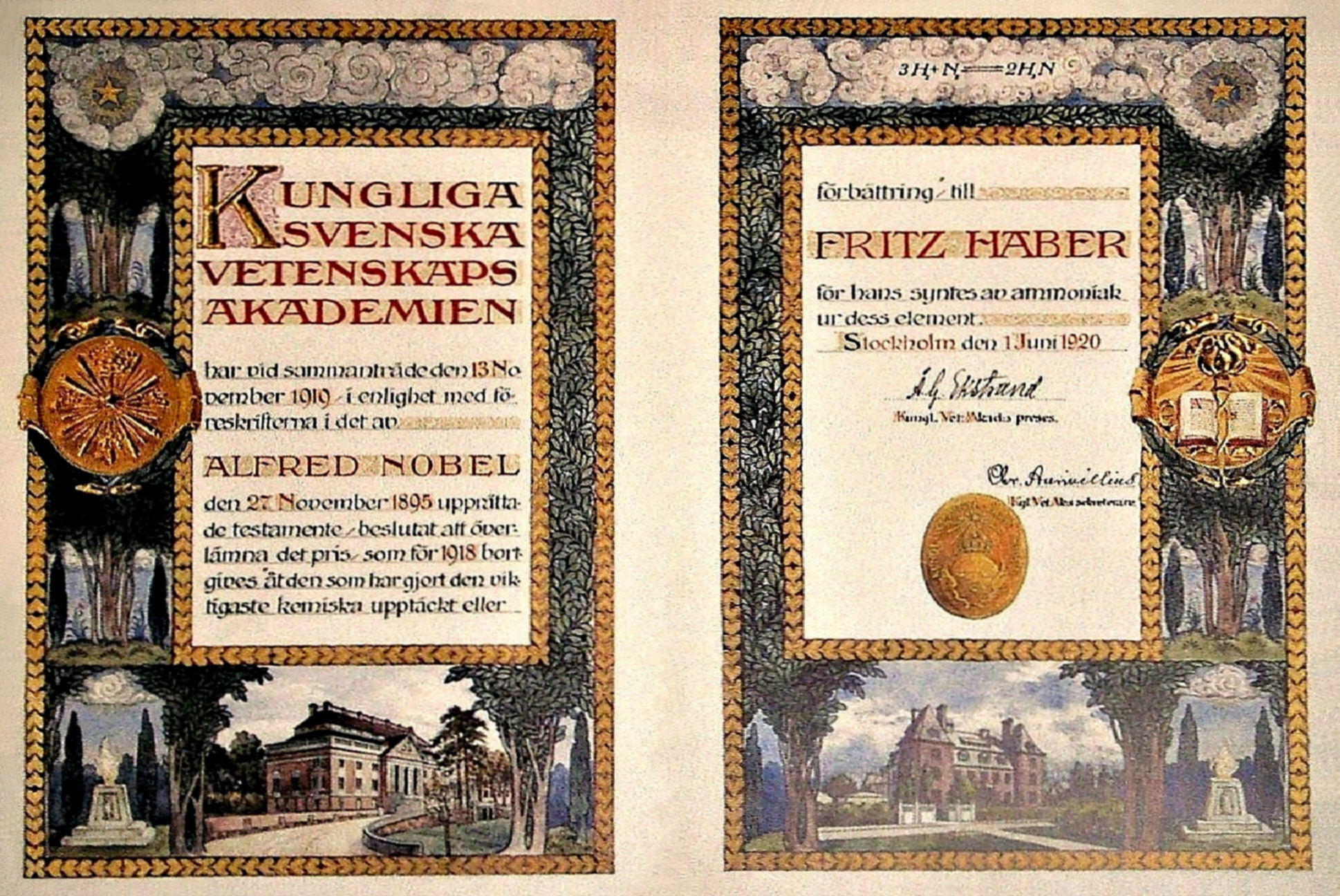
노벨 화학상 (1918년)

20세기 후반에 화학비료가 대량생산체제에 들어가게 되면서 농사에 질소비료 사용이 대중화되었다. 화학비료 사용을 통해서 얻을 수 있는 장점은 많았다. 그 중에 하나는 작물의 각종 질병 발생을 감소시켰다는 점이다. 천연퇴비 사용이 감소함으로써 퇴비속에 포함된 병인성 미생물로 기인한 전염병의 발생 가능성을 줄일수 있게 되었기 때문이다. 아일랜드 대기근이 페루산 구아노에 묻어 들어온 감자역병균 때문에 발생한 전염병이었던 점으로 볼 때 화학비료의 사용은 이런 형태의 질병 감염경로를 원천적으로 차단할 수 있다.
암모니아 합성법의 발명은 경제적으로도 커다란 영향을 주었다. 당시 초석의 가장 큰 생산지였던 칠레는 더 이상 큰 수익을 얻을 수 없게 되었다. 하버법이 발명되고 대중화가 이루어짐에 따라 1925년에 250만톤에서 1934년에는 80만톤으로 그 채굴량이 감소했다. 또한 초석의 시세 역시 같은 기간동안 톤당 45불에서 19불로 떨어졌다.
질소는 폭약 제조에도 사용되는 물질이다. 그래서 제1차 세계대전이 벌어졌을 때 영국 해군은 독일에서 칠레산 질산염과 페루초석을 수입하지 못하게 방해하였다. 만일 독일이 수입에만 의존했더라면 독일의 화약류는 조기에 바닥나고 패전을 했을것이나 하버가 개발한 질소 고정법 덕분에 독일군은 탄약 부족없이 2년이상을 버틸수 있었다. 하버의 질소 고정법은 전쟁중에도 독일에게 커다란 힘이 되었던 것이다.
공중질소 합성법을 개발한 이후 하버는 큰 부와 명예를 얻었다. 특허권 계약만으로도 많은 돈을 벌었고, 수많은 대학과 기업으로부터 영입 제의가 들어왔다. 1912년에 카이저 빌헬름 협회 소속의 연구소에 소장으로 취임하여 1933년까지 근무했다. 그의 연구소에는 전 세계에서 몰려든 과학자들로 넘쳤고, '하버 콜로퀴움'으로 알려진 세미나는 세계 화학계에서 가장 유명한 세미나로 자리잡았다. 그리고 1918년에는 인류를 기아에서 벗어나게 하는데 큰 공헌을 한 점이 인정되어 노벨 화학상을 받았다.

## 화학전의 선구자

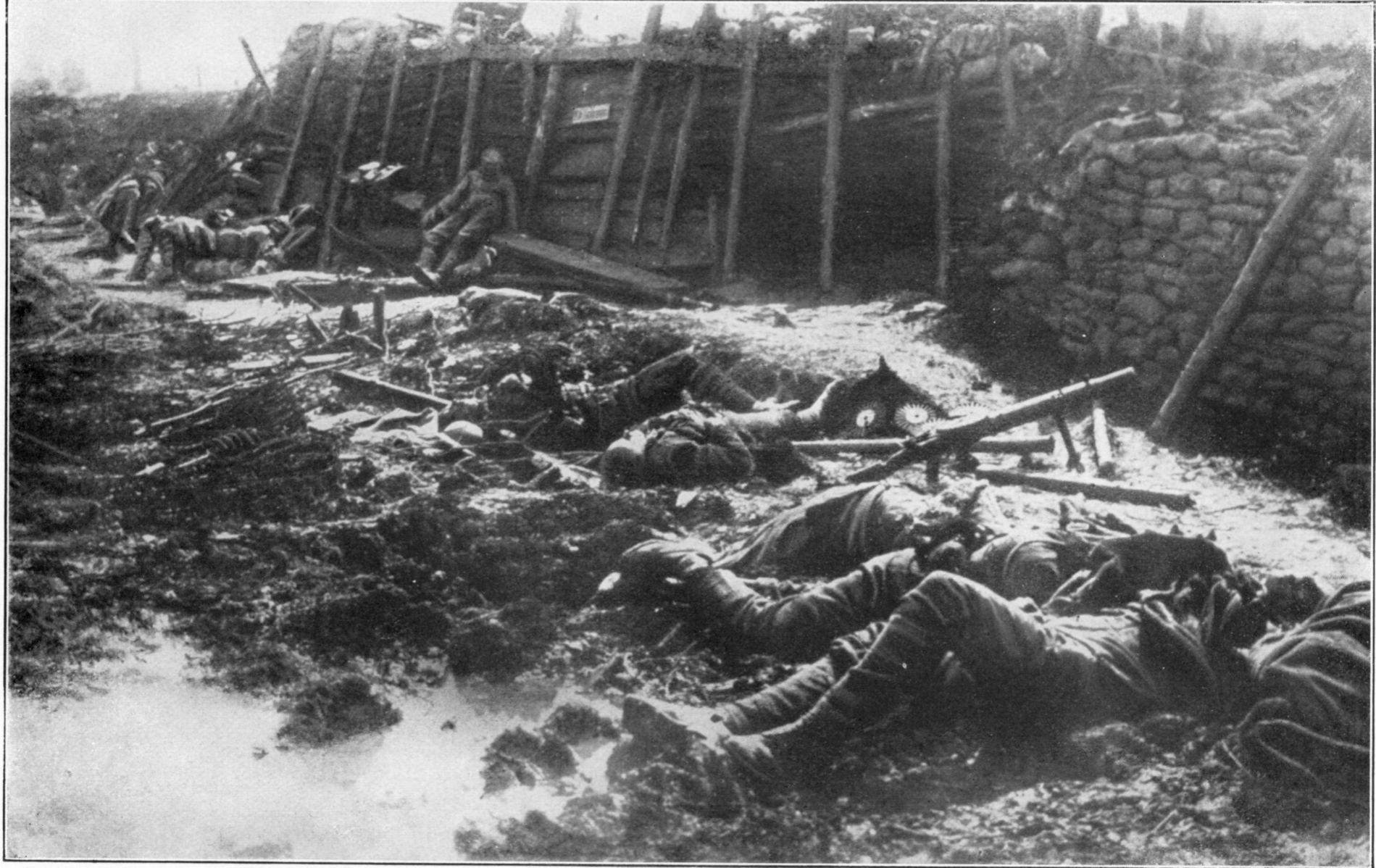
제1차 세계 대전 당시 프로멜에서 독일의 가스공격에 의해 사망한 영국군의 시체들이 참호에 누워있다.

하버는 《93인의 성명서》에 그 이름을 올린 것에서 알 수 있듯이 독일 제국의 제1차 세계 대전 개전을 열렬히 환영하였다. 하버 역시 군에 지원하지만 군에 직접 입대하는 것은 기각되고 대신 임시로 대위의 직함을 부여받는다. 하버는 군용 휘발유 동결방지용 첨가제 개발에 참가한다. 이를 성공적으로 개발한 뒤에 독가스의 개발에 본격적으로 참여한다.
하버 이전에는 발터 네른스트가 독가스 개발을 담당했다. 네른스트는 포탄에 "재채기가루"를 넣어 발사할 계획을 세웠지만 여의치 않아 이미 개발에서 발을 뗀 참이었다. 하버도 처음에는 포탄에 최루제를 넣어 발사하는 방식을 고려하다가 현실적인 문제로 직접 가스를 살포하는 방식으로 노선을 변경한다.
이로써 1차 세계 대전에 사용될 화학무기를 개발하는데 앞장섰는데, 이는 1907년에 헤이그에서 열리고 독일 제국도 참여하여 서명한 제2차 만국평화회의에서의 결의에 반하는 것이었다. 하버는 전시동안 정부에 의해 찬사를 받았으며, 그 본인도 전쟁에 복역한 것에 대해 굉장히 자랑스러워했다. 실제로 하버는 25년 전에 의무복역할 때와는 달리 임시로 대위직을 받았다가 카이저에 의해 정식으로 대위로 진급한다. 하버는 전쟁이 발발하자 곧 하사관으로 입대한 뒤 곧 대위로 진급해 전쟁부 화학부장직을 맡는다. 하버가 이끄는 팀은 염소 가스를 비롯해 다양한 화학무기를 개발하여 참호전에서 많은 수의 인명을 살상하는데 사용되었다. 특히 하버는 벨기에의 이프르에서 벌어진 제2차 이프르 전투에 화학무기의 투입을 직접 결정했다. 또한 독일군의 화학전 방어를 위해서 흡착 필터를 사용한 방독면을 개발하기도 했다.
독일군은 35연대와 36연대에서 자원병을 받아 가스전에 특화된 부대를 창설했는데, 이 때 하버가 그 부관으로 있었다. 하버는 물리학자와 화학자들에게 전쟁에 참여할 것을 직접적으로 종용하여 다수의 과학자들을 전쟁에 직접 끌어들였는데, 이 때 제임스 프랑크, 구스타프 헤르츠, 오토 한 등 이후 노벨상을 수상한 과학자들도 하버의 부대에 입대했다.
제2차 이프르 전투가 벌어지기 전에 하버는 프랑스군이 독일군을 상대로 터페나이트라는 화학무기를 개발하고 있다는 소식을 접한다. 가스전이란 화학자들간의 전투와도 같았다. 프랑스군에서는 빅토르 그리냐르가 화학무기의 개발을 맡아서, 사실상 독일군과 프랑스군 사이의 가스전은 그리냐르와 하버간의 전투와도 같았다. 또한 당시의 화학자들은 애국심과 인류애 두 가치의 사이에서 선택해야만 했는데, 이러한 고민은 이후 하버가 남긴 "과학자는 평시에는 세계에 속하지만, 전시에는 국가에 속한다"는 말에 잘 드러난다.
하버는 또한 노출된 독가스의 농도와 치사율의 관계에 대해 연구하여, 증상이 나타나기 전까지의 그 흡입시간과 독가스의 농도의 곱이 일정하다는 공식을 발견한다. 이 공식은 이후 하버 규칙이라는 이름으로 널리 알려진다.
하버는 또한 가스전이 비인간적이라는 주장에 대해서도 적극적으로 반박한다. 특히 하버는 이러한 주장이 "총을 든 군인에게 기사가 가졌던 불만"과 다를 바가 없다면서 오히려 "가스로 인한 불구자가 더 적다"고 가스전의 우월성을 강조했다.
하버의 이러한 화학 무기 개발은 현대에는 물론이고, 당대에도 많은 비난을 받았다.

## 결혼

### 결혼 생활
아내가 될 클라라 이머바르를 처음 알게 된것은 군복무중이었던 1889년의 일이다. 클라라는 설탕 공장을 운영하던 사업가의 딸로, 브레슬라우 대학교에서 처음으로 박사 학위를 딴 여성이기도 하다. 1901년에 학회에서 재회한 이 둘은 그 해 8월 3일에 식을 올렸다. 클라라는 결혼전에 기독교로 개종하였고 결혼 이듬해인 1902년 7월 1일에는 아들 헤르만을 낳았다.

### 아내의 자살

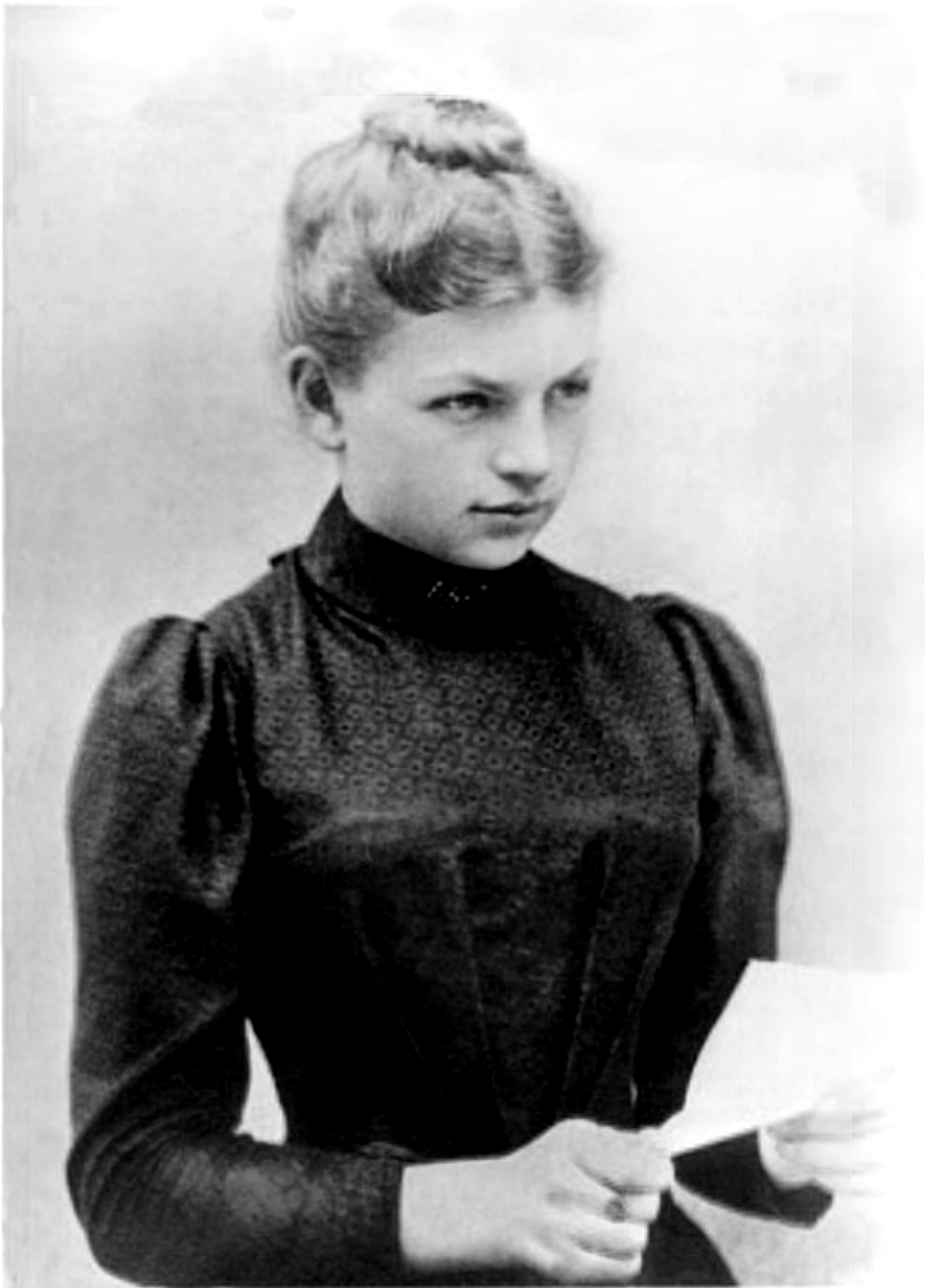
클라라 이머바르 (하버의 첫 부인)

클라라 이머바르는 하버와 결혼한 후 부와 가정주부로의 입장을 고수할 수 있었지만 독일에서 여성 최초의 화학박사학위를 위해 노력했던 자신이 직장을 잃고 경력이 단절되었다는 사실에 우울감을 느꼈다고 전해진다. 또한 가정주부이면서도 강사와 프리랜서로서 일했다고 알려져있다. 제1차 세계 대전이 발발한 다음해인 1915년 5월 2일, 하버와 말다툼을 한 뒤 마당으로 나가 남편 하버의 권총을 사용하여 자살했다. 아들인 헤르만은 이 총소리를 듣고 마당으로 나갔을 때 아직 숨이 붙어있는 어머니를 발견했다고 증언한 적이 있다.
클라라가 자살한 이유에 대해서는 아직까지도 여러 가지 의견이 분분하다. 하버가 대량살상무기 개발에 적극적으로 참여하여 개발한 염소 가스가 제2차 이프르 전투에 투입되어 수만명의 사상자를 낳은 것이 직접적인 자살 원인이 되었다는 분석이 제기된다. 그러나 결혼 자체가 클라라에게 크나큰 스트레스를 주었다는 증거에서 이러한 사실도 충분히 다루어질 필요성이 제기된다. 이 분석에서 여성주의와 평화주의자들에 의한 주장에 입각하는 충분한 자료가 더 필요하다는 의견이 있었다. 그러나 이러한 연구논문에서 조차 클라라가 자살한 바로 그날이 독일측의 염소가스로 인한 공격의 충격적인 사실 즉 연합군측의 대량 인명 살상의 끔찍한 상황에서의 독가스살포의 성과에 대한 자축의 날이었음을 지적하고 있다.
클라라는 처음에 베를린 달렘에 묻혔다가 이후 하버의 유언에 따라 바젤에 있는 남편의 유해 곁에 이장되어 묻힌다.

### 재혼
하버는 아내가 자살했다는 소식을 듣고도 며칠 동안 동부 전선에 남아 가스전을 지휘했다. 하버는 1917년 10월 25일, 샬롯 나단과 재혼한다. 샬롯은 하버와 결혼하기 전에 유대교에서 기독교로 개종하였다. 이 둘은 에바-샬롯과 루드비히-프리츠의 두 자식을 낳는다. 그러나 이전과 마찬가지로, 둘은 언쟁과 갈등 끝에 1927년 12월 6일 이혼한다.

## 두 번의 전쟁 사이

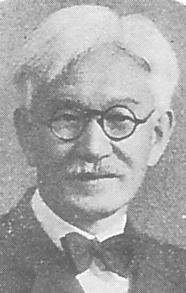
전후 하버 등 독일의 과학자들에게 자금을 지원한 호시 하지메_{星 一}의 사진

1918년 11월에 콩피에뉴에서 휴전협정이 맺어지며 제1차 세계 대전이 끝난다. 하버는 자신이 독가스를 개발한 것으로 인해 전쟁범죄자로 취급받을지도 모른다는 걱정에 휩싸인다. 실제로 국제법정에서 사형 판결을 받을지도 모른다는 소문이 있었다. 따라서 육체적으로도 정신적으로도 피폐해진 하버는 부인과 자식들을 데리고 스위스의 장크트모리츠로 도망간다. 그러나 2~3개월 후 자신이 체포될 가능성이 거의 없다는 사실을 알게 되고 독일로 귀국하여 연구소의 개편에 착수한다.
이듬해인 1919년에는 막스 보른과 이온 결합성 물질의 격자에너지를 측정할 수 있는 본-하버 사이클을 개발한다. 막스 보른은 휴전협정이 맺어진 1918년 11월에 하버를 만나 자신의 아이디어에 대한 의견을 교환하고, 연구를 진행해 본-하버 사이클을 개발할 수 있었다.
하버는 1923년까지 다시 독일의 비밀 부서에서 화학무기의 개발에 참여한다. 이 때 개발한 무기는 스페인과 러시아를 지원하는데 사용되었다. 또 이 때 사이안화 수소의 일종인 치클론 A를 개발하는데, 물과 반응해야만 독성을 가지는 성질 때문에 전쟁 이후에도 곡물 유통시 훈증을 통해 벌레를 죽이는 데 사용되기도 했다.
세계 대전에 대한 배상금으로 인해 독일의 경제는 상당한 침체기를 겪게 된다. 이에 따라 일본 주재 독일 대사인 빌헬름 졸프는 당시 독일의 동맹국이던 일본에 경제적 조력을 요청하는데, 특히 호시 하지메星 一는 2백만 라이히스마르크를 카이저 빌헬름 협회에 기부한다. 명망있는 화학자였던 하버 역시 이러한 경제 원조에 부응하기 위해 1924년에 호시의 초대를 받고 일본에 방문한다. 하버는 호시의 회사에 수 개의 화학품 저작권을 양도해주겠다고 제안하지만 호시는 이를 거부한다. 리하르트 빌슈테터, 막스 플랑크, 오토 한, 실라르드 레오 등의 과학자들도 호시의 조력을 받았다.
하버는 새로운 연구주제로 바닷물에서 금을 채취할 방법을 탐색하기 시작한다. 이를 위해 여러 가지 논문도 발표하는 등 조사에 노력을 아끼지 않았지만, 기존의 연구들에서 추산한 바다의 금 함유량이 터무니없이 고평가되었으며 따라서 금 채취 역시 경제성이 없다는 사실을 알게 된다.

## 도망과 죽음
독일에서 국가사회주의 독일 노동자당이 부흥하기 시작하자 유대인 출신이었던 하버는 가족과 친지들의 안전에 깊은 우려를 가지게 된다. 결국 1933년 4월 7일 독일이 《전문 공무원 회복법Law for the Restoration of the Professional Civil Service》을 제정함에 따라 이 우려는 현실이 된다. 사람들은 카이저 빌헬름 협회가 유대인들이 독일의 과학계를 점령하는 것을 방치했을 뿐만 아니라 지원했다고 비판하기 시작한다. 하버 역시 명시적으로 사람들의 비난을 받는다. 특히 전후 복구로 어려운 때 독일 시민들에게 폭리를 취한 악덕 상인 코펠과 친척이라는 명목으로 비난을 받았는데, 실제로 하버는 코펠과 아무런 관계도 없었고 이는 누명에 불과했다.
제1차 세계 대전에서 독일의 승전을 위해 부단히 노력하고, 그 스스로도 독일 제국에 대한 애국자로 정의하던 하버는 대중의 이러한 반응에 충격을 받는다. 특히 그는 자신이 개신교로 개종했음에도 불구하고 이러한 비난을 받는 것을 받아들이지 못한다. 하버는 유대인 부하들을 해고하라는 명령을 받았지만 그들이 새로운 직업을 찾기 전까지는 실제로 해고하지 않는 방식으로 저항했다. 1933년 4월 30일에 교육성 장관인 베른하르트 루스트와 카이저 빌헬름 협회장인 막스 플랑크에게 편지로 사직서를 제출한다. 개신교로 개종한 터라 법적으로 그 직위를 계속 가지고 있었을 수도 있지만, 더 이상 독일 제국을 위해 복무하기를 원하지 않았다.

하버는 같이 살던 아들 헤르만 뿐만 아니라 전처와 기숙학교에 다니던 그 자식들에게도 연락해서 당장 나라를 떠야 한다고 말한다. 샬롯과 그 자녀들은 1933년 즈음하여 영국으로 피난가고, 거기서 시민권을 획득하여 현재까지도 거기서 살고 있다. 그러나 조카를 비롯해 다른 가족들은 많은 수가 나치 강제 수용소에서 숨을 거둔다.

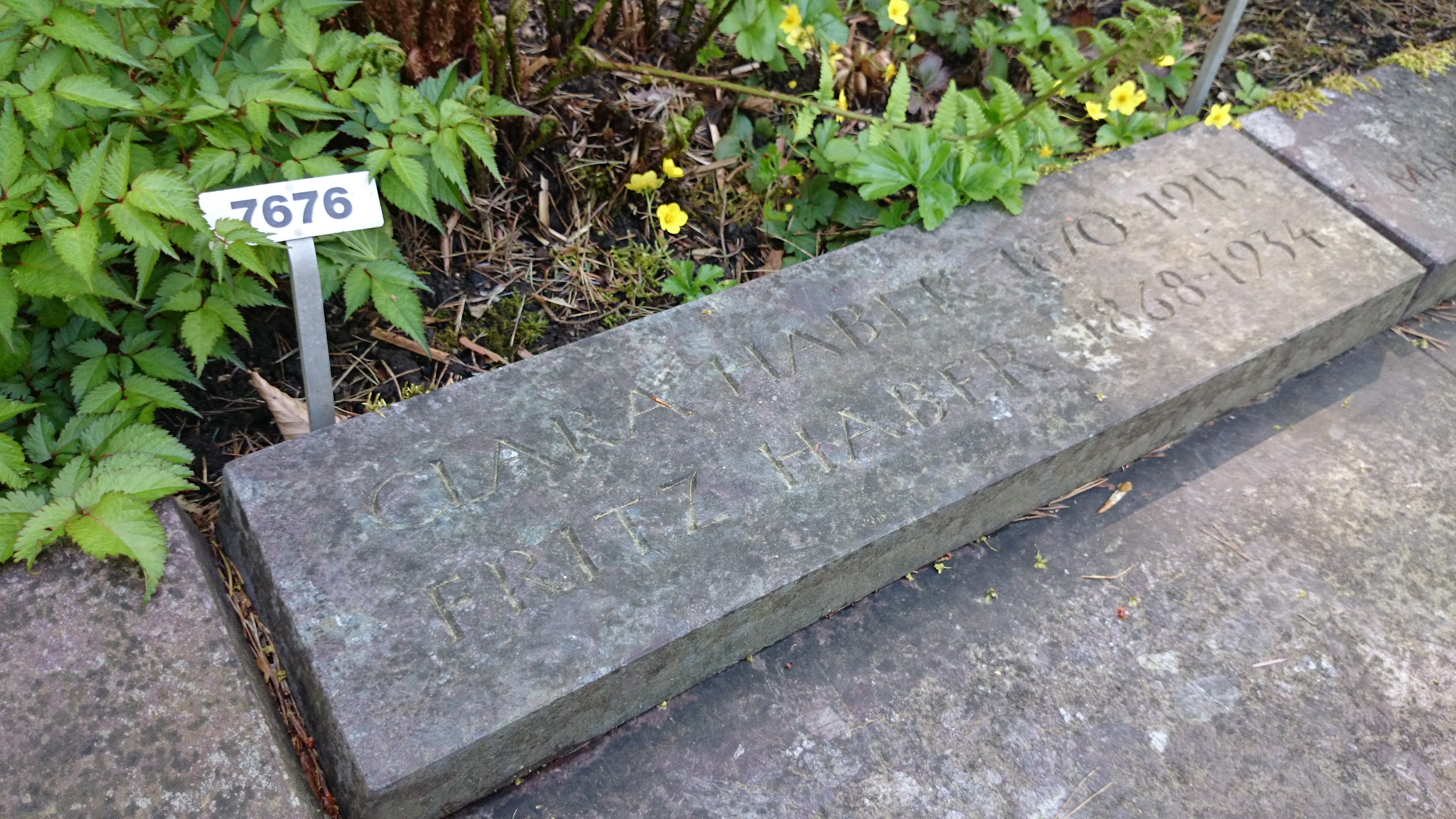
프리츠 하버와 클라라 이머바르의 묘. 프랑스 바젤의 회른리 공동묘지에 위치한다.

하버는 그 해 8월 달렘을 떠나 프랑스 파리, 스페인, 스위스를 전전한다. 제1차 세계 대전때 하버의 적이 되어 경쟁적으로 화학무기를 개발했던 사람들이 이제는 하버가 피란하는 것을 돕는다. 영국의 브리가디어 해롤드 하틀리, 윌리엄 잭슨 포프, 프레드릭 도난은 하버를 케임브리지로 초청하고, 하버는 조수였던 요제프 요슈아 바이스를 데리고 같이 가서 몇 달 동안 거기 머무른다. 당시 하버는 어니스트 러더퍼드와도 만났지만 러더퍼드는 하버와 악수하는 것을 거부한다.
하버가 영국에 머무르는 동안 하임 바이츠만은 바이츠만 과학 연구소의 전신인 지프 연구원에서 일할 것을 제안한다. 하버는 이를 받아들여 이복동생인 엘제와 함께 1934년 1월에 영국 위임통치령 팔레스타인의 레호보트로 출발한다. 그러나 궁핍한 생활로 건강이 급격히 나빠진 하버는, 레호보트로 가던 도중 바젤의 한 호텔에서 결국 뇌졸중과 심장마비로 인해 숨을 거둔다.
하버는 유언에 따라 화장하여 1934년 9월 29일, 바젤의 회른리 공동묘지에 묻힌다. 첫 번째 부인이었던 클라라 이머바르 역시 이장되어 하버와 함께 묻힌다.

## 사망 이후

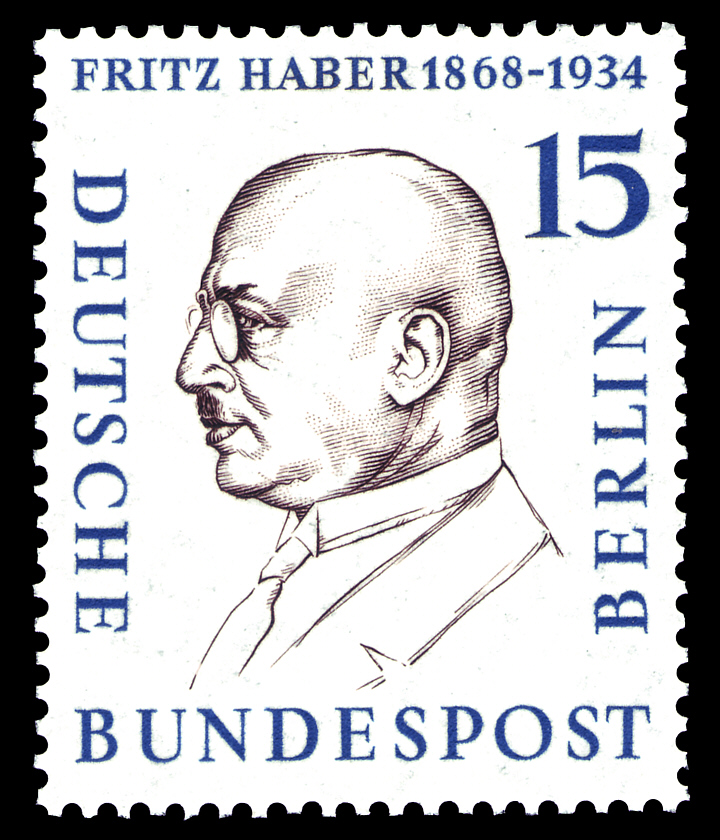
1957년에 발행된 우표에 하버의 초상이 그려져 있다.

하버는 자신의 서재를 바이츠만 과학 연구소에 유산으로 남긴다. 이 때 하버가 기증한 책들을 모아 1936년 1월 29일에 연구소 내에 프리츠 하버 도서관이라는 이름으로 도서관이 세워진다.  하버의 아들인 헤르만 하버가 헌정사를 맡았다.
헤르만은 이후 프랑스로 이주하나 시민권을 따지 못한 채로 1941년까지 거주한다. 그러다가 독일이 제2차 세계대전 중에 프랑스를 침공했을 때 헤르만과 아내, 그리고 세명의 딸은 마르세유에서 카리브해로 가는 수송선에 몸을 싣는다. 이후 헤르만의 가족은 비자를 발급받아 미국으로 이민한다. 헤르만의 아내 마가렛은 전쟁이 끝난 뒤 사망하고, 헤르만은 1946년에 그녀를 따라 자살한다. 이 둘의 장녀 클레어는 염소 가스의 해독제를 연구하다가 1949년에 자살한다.
두번째 부인인 샬롯의 자식들은 영국에서 삶을 이어간다. 차남인 루드비히 프리츠 하버는 영국에서 유명한 경제학자가 되었으며 화학전의 역사에 대한 책 《독구름The Poisonous Cloud》을 출판한다. 2004년에 사망했다. 장녀 에바는 케냐에서 수년간 살다가 1950년대에 영국으로 돌아와 2015년에 사망할 때까지 거기서 산다.
막스 플랑크 협회는 프리츠 하버의 업적을 기념하는 의미에서 카이저 빌헬름 협회 물리화학 및 전기화학 연구소를 프리츠 하버 연구소로 1953년에 개명한다. 또 1981년에는 예루살렘 히브리 대학교와 함께 예루살렘 히브리 대학교내에 프리츠 하버 분자 동역학 연구 센터를 설립한다.

## 주해
1. ↑  이에 대해 오스트발트가 프리츠 하버를 채용하지 않았다고 보는 견해가 지배적이다.[38] 그러나 이와는 반대로, 오스트발트가 하버의 입학을 거절한 사실 자체가 없다고 보는 견해도 있다.[39]
2. ↑  원래 1918년도 노벨 화학상 수상자는 마땅한 후보가 없어서 따로 선출하지 않았다. 그러나 1919년에 위원회는 약관에 의거하여 프리츠 하버를 1918년도 수상자로 소급하여 결정했다.[93]

## 참고 문헌
- 越山季一 (1988). “ハーバー”. 《ブリタニカ国際大百科事典》 (ティビーエス・ブリタニカ) 16.
- 髙山千代蔵 (2008). “持続可能な農業と化学資材―化学肥料や農薬が豊かな食卓を支える―” (PDF). 《화학교육化学と教育》 (日本化学会) 54 (2): pp.98–101. ISSN 0386-2151. 2014년 2월 24일에 원본 문서 (PDF)에서 보존된 문서. 2020년 12월 9일에 확인함.
- 藤田直 (2002). “活性酸素,過酸化脂質,フリーラジカルの生成と消去機構並びにそれらの生物学的作用” (PDF). 《藥學雜誌》 (公益社団法人日本薬学会) 122 (3): pp.203–218. ISSN 0031-6903.
- 渡邉慶昭 (2009). “ヴィルヘルム・オストヴァルトに対する誤解を解く――の場合”. 《化学史研究》 (化学史学会) 36 (4): pp.236–238. ISSN 0386-9512.
- 신페이 미야타 (1996년 1월 10일). 《毒ガスと科学者》. 文春文庫. 文藝春秋. ISBN 4-16-721303-6.[깨진 링크(과거 내용 찾기)]
- 시마오 나가야스島尾 永康 (2002년 11월 28일). 《人物化学史――パラケルススからポーリングまで》. 科学史ライブラリー. 朝倉書店. ISBN 4-254-10577-0. 2021년 9월 16일에 원본 문서에서 보존된 문서. 2020년 12월 9일에 확인함.
- 신페이 미야타 (2007년 11월 9일). 《毒ガス開発の父ハーバー 愛国心を裏切られた科学者》. 朝日選書. 朝日新聞社. ISBN 978-4-02-259934-6.
- 야마모토 아키오山本明夫 (2008). “とその時代 （第1回）ハーバーの栄光と悲劇”. 《化学史研究》 (化学史学会) 35 (3): pp.129–153. ISSN 0386-9512.
- 이케우치 사토루池内了 (2008년 11월). 《ノーベル賞で語る現代物理学》. 新書館. ISBN 978-4-403-25097-2.
- 존 콘웰 저/김형근 역 (2008년 11월 17일). 《히틀러의 과학자들》. 크리에디트. ISBN 9788901089966.
- 타케우치 요시토竹内敬人 (2010년 3월). 《人物で語る化学入門》. 岩波書店. ISBN 978-4-00-431237-6.
- Otto Hahn (1970년 9월). 《My Life: The Autobiography of a Scientist》. Herder and Herder.
- Stoltzenberg, Dietrich (2004). 《Fritz Haber : Chemist, Nobel laureate, German, Jew》. Philadelphia: Chemical Heritage Foundation. ISBN 978-0-941901-24-6.
- Thomas Hager (2009년 8월 18일). 《The Alchemy of Air: A Jewish Genius, a Doomed Tycoon, and the Scientific Discovery That Fed the World but Fueled the Rise of Hitler》. Crown. ISBN 978-0307351791. 2012년 12월 29일에 원본 문서에서 보존된 문서. 2020년 12월 9일에 확인함.